# Komponenta komplementa 3a
C3a je jedan od proteina formiranih razlaganjem komponente komplementa 3; drugi je C3b. On stimuliše degranulaciju mastocita, čime se podstiče imunski respons.
C3a učestvuje u hemotaksi, mada je  uloga važnija. Ovaj protein je takođe anafilatoksin.

## Spoljašnje veze
- Sistem komplementa